# The Gothic Archies
The Gothic Archies é uma banda americana de indie/gothic rock formada por Stephin Merritt, do The Magnetic Fields. Em 1997, Merritt lançou The New Despair, um EP que incluía a canção "Your Long White Fingers", que foi utilizada frequentemente na série da Nickelodeon, The Adventures of Pete & Pete.
A banda ganhou mais destaque quando Stephin Merritt escreveu, interpretou e gravou músicas para as versões em audiolivro de A Series of Unfortunate Events por Lemony Snicket. Uma coletânea de treze canções, baseadas em cada livro, junto com duas faixas adicionais, foi lançada como The Tragic Treasury em 10 de outubro de 2006, para coincidir com o lançamento do último livro da série. Os Gothic Archies fizeram uma breve turnê para promover o álbum, com Merritt no ukulele e Daniel Handler no acordeão. 
Em 2002, a banda também compôs músicas originais para a versão em audiolivro de Coraline, por Neil Gaiman.

## Discografia
- Looming in the Gloom (1996) [4]
- The New Despair (1997)
- The Tragic Treasury: Songs from A Series of Unfortunate Events (2006)